# Icaria cayayanensis
Icaria cayayanensis är en getingart som beskrevs av William Harris Ashmead 1905. Icaria cayayanensis ingår i släktet Icaria och familjen getingar. Inga underarter finns listade i Catalogue of Life.